# Ico (videogioco)
Ico (イコ?, Iko), spesso riportato come ICO, è un videogioco di avventura dinamica in 3D del 2001, sviluppato dal Team Ico e pubblicato da Sony Computer Entertainment come esclusiva della console PlayStation 2.
Nel settembre del 2011 è stata pubblicata una riedizione del gioco in alta definizione come esclusiva PlayStation 3.

## Trama

### Prologo
Ico è poco più di un bambino quando viene allontanato dal suo villaggio e confinato in un enorme castello nella foresta. Motivo di questo sacrificio sono le bianche corna che Ico ha fin dalla sua nascita e che vengono viste come presagio di grandi sventure per il villaggio. Trascinato da un gruppo di impietose guardie armate, Ico rimane solo nella sinistra costruzione, circondato dai sarcofagi delle vittime che lo hanno preceduto.

### Avvenimenti successivi
All'inizio della sua avventura Ico, girando per il castello, trova e libera Yorda, una ragazza investita di strane facoltà, che sembra "brillare di luce propria". Essendo lei totalmente indifesa, Ico decide di aiutarla e di portarla con sé durante la fuga. «Chi sei? Come sei arrivato qui?», dice Yorda quando incontra Ico la prima volta (testo traducibile rigiocando il gioco). «Loro… loro hanno cercato di sacrificarmi, perché ho le corna. I bambini con le corna vengono portati qui. Stavano cercando di sacrificare anche te?», così Ico mentre spiega a Yorda la sua storia. Tuttavia il loro pellegrinaggio è continuamente disturbato da esseri fatti d'ombra che tentano in tutti i modi di prendere Yorda e trascinarla nell'oscurità. Ico è costretto a combattere contro di loro con tutte le sue forze.
Arrivati davanti al cancello spalancato del castello, nel momento in cui stanno fuggendo verso l'agognata libertà, Yorda cade a terra e il cancello si richiude. Ico fa la conoscenza così della madre di Yorda, la regina delle ombre, che nonostante il suo atteggiamento ostile nei confronti dei due sembra preoccupata per le sorti della figlia, la quale – stando alle sue parole – non può vivere fuori dal castello. Dopo la scomparsa della regina i due continuano il proprio cammino, tentando ogni strada per riaprire l'enorme cancello di pietra (che sembra essere l'unico modo per fuggire) e scoprendo che intere ali della struttura sono costruite proprio per questo, come un grande ingranaggio a energia solare. Nonostante le apparenze, Yorda sembra conoscere il castello perché, quando Ico è in difficoltà non sapendo come proseguire, gli indica che cosa deve fare o la direzione da prendere per andare avanti. Quando la porta può infine essere riaperta, la regina ricompare e divide Ico da sua figlia.
Ripercorrendo il castello dalle fondamenta, Ico giunge nel porto dove è stato scortato dalle guardie e dove è deposta su un altare una spada dotata di particolari poteri e capace di brillare di luce propria. Impossessatosi della spada, Ico riesce a superare gli idoli con il suo potere fino ad arrivare nella stanza dei sarcofagi dove è iniziata l'avventura. Il ragazzo ritrova Yorda, che ha subito però una particolare trasformazione e sembra diventata di pietra, circondata da ombre di bambini con le corna che hanno preceduto Ico come se stessero ballando. Armato della spada magica, Ico comincia a purificare le ombre dei suoi predecessori e tutti i sarcofagi della stanza cominciano a brillare di luce propria. Ico giunge infine in un'ampia sala dove risiede un grande trono reale, dove compare infine la regina. La regina rivela a Ico che, una volta morta Yorda, si sarebbe impossessata della forza vitale di sua figlia e sarebbe resuscitata. Ico non è però disposto ad appoggiare i piani della regina e si scontra con lei armato della spada magica; alla fine riesce a piantare la spada magica nel petto della regina, che scompare in un'esplosione di energia. Ico viene sbalzato via: l'urto contro il muro gli spezza le corna e lo lascia a terra privo di sensi. Yorda si risveglia e, accorgendosi di essere diventata un'ombra, trasporta Ico al molo sotterraneo mentre il castello inizia a disintegrarsi, probabilmente per la morte della regina (il castello e lei erano legati insieme). Yorda giunge al porto con Ico tra le braccia e lo adagia su una piccola barca. Mentre il castello comincia a sprofondare nel mare, la scena si sposta sui portali idoli che cominciano a brillare di luce propria, a indicare che la maledizione è stata spezzata e che tutte le anime imprigionate sono state liberate.
Ico si ritrova su una spiaggia deserta, ancora una volta da solo, ma finalmente libero. Inizia a camminare in cerca di segni di vita e sulla battigia ritrova Yorda, miracolosamente scampata alla distruzione del castello e non più un'ombra, probabilmente salvatasi dalla maledizione della regina nera che è stata infranta. Preso un cocomero, Ico lo offre a Yorda e i due mangiano insieme in riva al mare.
Terminato il gioco, si possono capire i discorsi di Yorda che prima erano incomprensibili semplicemente ricominciandolo.

## Personaggi
Ico
- Il protagonista della storia. Appena nato nel villaggio i genitori e gli abitanti rimasero terrorizzati per avere visto la presenza di due piccole corna sulla sua testa, viste come segno di presagio e cattivo auspicio. Giunto infine all'età di dodici anni, uomini incappucciati lo portano via dal villaggio, per poi infine condurlo in un castello-prigione, situato nei meandri di una foresta costruito su una scogliera in riva al mare. Entrati in una enorme sala con decine di sarcofagi allineati sui muri, con strani segni incisi sopra, indicano i bambini che hanno preceduto Ico. Rinchiuso infine in un sarcofago, gli uomini incappucciati abbandonano Ico al suo destino. Il piedistallo del sarcofago di Ico tuttavia, ormai logoro cede, facendo cadere il contenitore di pietra liberando così Ico. Libero dalla sua prigionia, Ico comincia a girare per il castello cercando un modo per uscire. Ico ha 15 anni.

Yorda
- Una ragazza triste, vittima di una tremenda solitudine. Possiede particolari poteri e sembra brillare di luce propria. Rinchiusa in una gabbia appesa a una torre, viene infine liberata da Ico durante la sua esplorazione del castello. Vedendo la particolare fragilità di Yorda, Ico sviluppa una forte desiderio di protezione nei suoi confronti, decidendo di portala con se fuori dal castello. Yorda parla una lingua sconosciuta e incomprensibile, anche se osservando attentamente i dialoghi tradotti nella seconda partita Ico sembra essere in grado di capirla. Yorda ha 16 anni.

Regina delle ombre
- Madre di Yorda e sovrana del castello. È colei che controlla tutte le ombre del castello, anime intrappolate e vittime della sua oscurità obbligate a servirla. È colei che manda di continuo le ombre per cercare di catturare Yorda. La regina non tollera che Ico abbia liberato Yorda, comparendo infine davanti a essi, ammonisce Ico di lasciare perdere Yorda e di andarsene, sostenendo che Yorda vive in un mondo diverso dal suo e che non riuscirebbe a vivere nel mondo esterno.

## Modalità di gioco
Il giocatore controlla Ico in una visuale in terza persona. Quest'ultima è fissa in ogni camera, tuttavia segue i movimenti del giocatore. Per avanzare nel gioco il giocatore deve risolvere degli enigmi pertanto viene data a Ico la possibilità di saltare, spingere, arrampicarsi e tirare, mentre Yorda può solo saltare.
Scappare dal castello è difficile a causa delle ombre mandate dalla regina, che cercano di condurre Yorda in un buco nero. Tuttavia Ico non può essere ferito da loro e può respingerli. Se Yorda è trascinata nell'oscurità, il giocatore deve ricominciare da un punto di salvataggio. Nella versione europea e giapponese dopo aver completato il gioco è possibile attivare una modalità multigiocatore, dove Yorda è controllata da un secondo giocatore, tuttavia sotto le limitazioni dell'interazione giocatore-IA.

## Differenze tra le regioni
- La versione inglese ed europea non ha la traduzione dei dialoghi alla seconda partita, come per le altre regioni, per via del tempo limitato a disposizione dei programmatori che hanno eseguito l'adattamento dalla versione giapponese.
- Nella versione giapponese ed europea l'enigma della cascata è più complesso che nelle altre versioni.
- Negli Stati Uniti e in Giappone il gioco è uscito su CD-ROM, mentre in Europa su DVD.
- Nella versione statunitense non è possibile utilizzare Yorda dopo aver completato il gioco.
- Nella versione statunitense è impossibile ottenere la spada laser risolvendo la missione secondaria nei pressi della cascata durante la seconda partita.

## Colonna sonora
La colonna sonora è stata realizzata in Giappone con il titolo Melody in the Mist (Melodia nella nebbia), le canzoni sono state composte da Michiru Oshima. Le tracce sono:
1. Prologue (0:35)
2. Coffin (1:33)
3. Impression (0:31)
4. Castle in the Mist (3:05)
5. Beginning (1:26)
6. Who Are You? (0:57)
7. Darkness (1:16)
8. Heal (1:39)
9. The Gate (0:38)
10. Queen (1:42)
11. Continue (1:27)
12. Déjà Vu (0:52)
13. Shadow (1:33)
14. Entity (2:09)
15. Collapse (1:41)
16. ICO ~You Were There~ (4:28)

## Copertina
La copertina della versione giapponese e di quella europea, realizzata da Fumito Ueda, raffigura i due protagonisti che corrono tenendosi per mano in uno scenario onirico che per composizione e colori ricorda molto da vicino le opere metafisiche del pittore italiano Giorgio De Chirico. In particolare, come dichiarato dallo stesso Ueda, è un omaggio al suo quadro La nostalgia dell'infinito (1912-1913).
La versione statunitense invece ha sulla copertina il protagonista in computer grafica con un bastone in mano e sullo sfondo una parte del viso della ragazza in dissolvenza. A richiesta dei fan, anche negli Stati Uniti il gioco fu poi ripubblicato con l'illustrazione originale.

## Accoglienza
La rivista Play Generation classificò la versione nordamericana come il quinto gioco più raro per PlayStation 2.
La stessa testata diede alla raccolta ICO & Shadow of the Colossus un punteggio di 94/100, trovando due capolavori ripubblicati con grafica HD e sonoro 7.1, reputandola un ottimo acquisto. Inoltre classificò la raccolta come uno dei quattro migliori giochi usciti prima dell'autunno 2011.
Lo sviluppatore di videogiochi Peter Molyneux ha dichiarato: "Se avessi creato Ico potrei morire da uomo felice".

### Premi
Game Developers Choice Awards (2002)
- Excellence in Level Design
- Excellence in Visual Arts
- Game Innovation Spotlights

AIAS Achievement Awards (2002)
- Game of the Year
- Original Game Character of the Year
- Excellence in Game Design
- Excellence in Level Design
- Excellence in Visual Arts
- Game Innovation Spotlights

## Successore
Tenuto in gran segreto a stampa e pubblico e chiamato in codice NICO (ICO 2), Shadow of the Colossus non è stato confermato come un seguito di Ico, nonostante la grafica e le ambientazioni ricordino molto da vicino il gioco. Previsto per il 2005, è arrivato in Europa nel 2006. Alla pubblicazione di Shadow of the Colossus in vari Paesi è stata affiancata una riedizione di Ico.
Il Team ICO ha successivamente confermato che un nuovo gioco è in lavorazione per Playstation 3; è stato pubblicato il primo video promozionale del nuovo gioco, denominato "Progetto TRICO". Al'Electronic Entertainment Expo 2009 è stato reso noto, oltre a un lungo video promozionale, il titolo: The Last Guardian.
Il titolo narra le vicende di un bambino e di un cucciolo. Quest'ultimo è una figura mitologica inventata da Fumito Ueda che ricorda un gatto (animale da lui molto amato) e un grifone. Questo capitolo è completamente incentrato sul rapporto di amicizia tra i due.

## Romanzo
Nel 2004 in Giappone venne pubblicato un romanzo tratto dal gioco, intitolato Ico Castle in the Mist (Ico: Kiri no Shiro), la cui stesura fu affidata alla scrittrice Miyuki Miyabe. Il romanzo fu annunciato nel 2009 da Viz Media che annunciò la sua uscita in America e in Europa. Il romanzo descrive in modo più approfondito ed espanso la storia dei personaggi prima e dopo il loro incontro all'interno del castello accennando anche alla vittima prima di Ico, che si rivela essere una bambina con le corna. La versione italiana del romanzo è uscita ufficialmente nel settembre 2020 da Kappalab con il titolo Ico - Il Castello delle Nebbie.

## Controversie
Sembra che Ico violi la licenza GPL a causa dell'utilizzo di una libreria GPL senza farne menzione. Non esiste ancora alcun responso ufficiale da parte di Sony.

## Curiosità
Il chitarrista dei Radiohead Jonny Greenwood ha inserito Ico al primo posto nella lista dei miglior videogiochi a cui abbia mai giocato, mentre il regista Guillermo del Toro ha citato Ico e Shadow of the Colossus definendoli dei capolavori.